# Первитино (усадьба)
Первитино (англ. Pervitino) — родовая усадьба дворян Шишковых, Хвостовых, Римских-Корсаковых в деревне Первитино Лихославльского района Тверской области. Расположенный в центральной части села на берегу реки Кавы, левого притока Тверцы, ансамбль усадьбы Первитино включает в себя главный дом 1-й пол. XIX века (№ 691610600190016 в государственном реестре памятников) , каменную трёхпрестольную церковь Троицы Живоначальной с росписями, 1794 г. (№ 691610586700006 в государственном реестре памятников) , четыре башни церковной ограды 1-я пол. XIX века (№ 691610600190036 в государственном реестре памятников)  и остатки парка XIX века (№ 691620600190026 в государственном реестре памятников) . Сам ансамбль усадьбы также является памятником историко-культурного наследия федерального значения (№ 691620600190006 в государственном реестре памятников).

## История
Усадьба Первитино расположена в Тверской области в 15 км от Лихославля, на левом берегу реки Кавы. На протяжении трёх веков она принадлежала представителям древних дворянских родов Шишковых, Хвостовых и Римских-Корсаковых.
Наиболее старой сохранившейся постройкой усадьбы является каменная трёхпрестольная церковь Троицы Живоначальной с росписями, которая была возведена в 1785-1794 годах на средства владельца усадьбы секунд-майора Александра Фёдоровича Шишкова. Освящена в 1794 году. Архитектурный стиль сочетает элементы барокко и классицизма.
Основной объём храма представляет собою восьмерик на четверике, трапезная выполнена в связи с колокольней. В своде восьмерика сохраняются  фрагменты барочной росписи, изображающей восемь архангелов. Окна храма и карниз в основании свода украшены гризайльными орнаментальными композициями.
В начале XIX века усадьба Первитино перешла к Хвостовым, состоявшим в близком родстве с Шишковыми. Её новым владельцем стал капитан артиллерии Николай Петрович Хвостов. (1748-1829). Приняв на себя обязанности церковного старосты, Н. П. Хвостов организовал при участии соседних помещиков покупку новых колоколов, а также строительство каменной ограды Троицкой церкви.
Важную роль в оформлении церковного участка отведена кирпичным с белокаменными деталями башням в стиле классицизма, установленным по углам. Каждую из башен венчала низкая ротонда с куполом и шпилем. Сама ограда утрачена, в башнях заложены дверные проёмы, пробиты новые отверстия. Навершие северо-западной башни, белокаменная облицовка цоколей и белокаменные подоконники, а также убранство интерьеров не сохранились.
В 1974 г. четыре башни каменной ограды Троицкой церкви также были включены в качестве самостоятельного объекта в список объектов культурного наследия, подлежащих охране как памятники государственного значения (№ 691610600190036 в государственном реестре памятников).
После 1917 г. церковь была закрыта, службы не проводились. Здание использовалось для хозяйственных нужд сначала первитинской коммуны, а затем колхоза имени Ф. Дзержинского. Резной иконостас XIX века и внутреннее убранство церкви утрачены.
Постановлением Совета Министров РСФСР № 624 от 04.12.1974 Троицкая церковь села Первитино Лихославльского района Калининской области была включена в список памятников культуры, подлежащих охране как памятники государственного значения.
В 2018 году усилиями благотворительного фонда Сергия Сребрянского в церковь Троицы Живоначальной была организована часовня и впервые за сто лет проведена служба.
Реставрационных работ в Троицкой церкви не проводилось. Росписи свода купола и стен частично утрачены вследствие осыпания и вандализма. Памятник федерального значения нуждается в срочных мерах по предупреждению дальнейшего разрушения.
В 1837 г. усадьба Первитино отошла к Николаю Арсеньевичу Хвостову. Именно он вскоре занялся строительством главного усадебного двухэтажного каменного дома в стиле классицизм, соединив его крытыми стеклянными галереями с двумя деревянными флигелями. При нём же в 1863 г. в Троицкой церкви был поставлен резной позолоченный трехъярусный иконостас.
Сохранившийся двухэтажный на высоком цоколе кирпичный усадебный дом был построен в 1840-х гг. в стиле позднего классицизма.
После революции 1917 г. прежние хозяева усадьбы вынуждены были покинуть родовое гнездо. Имение было конфисковано, имущество поделено между революционными крестьянами. В январе 1918 в имении Хвостовых возникла коммуна, в особняке открыли Народный дом с клубом, в котором работали драматический и хоровой кружки. С 1931 по 2015 гг. в главном усадебном доме располагалась первитинская средняя школа. Флигеля использовались под хозяйственные нужды школы, под почту и правление.
В 1974 г. главное здание усадьбы Первитино было включено в качестве самостоятельного объекта в список объектов культурного наследия, подлежащих охране как памятники государственного (федерального) значения (№ 691610600190016 в государственном реестре памятников).
Планировка усадебного парка, остатки которого также являются элементом усадебного ансамбля, практически не читается: вырублена значительная часть старых деревьев, беспорядочно разросся кустарник и молодые деревья. Лишь местами сохранились остатки аллей, следовавших вдоль Кавы, и несколько старовозрастных деревьев. Перед западным фасадом главного дома располагался прямоугольный партер, ограниченный серебристыми тополями и липами по периметру.
О жизни и быте последних обитателей усадьбы Первитино на рубеже XIX-XX веков сохранились воспоминания З. М. Маториной, частично опубликованные в книге «Из рода Хвостовых: Жизнь одной семьи из рода Хвостовых» (сост. Г. Г. Иванова. Калининград-Лихославль, 2003).

## Галерея

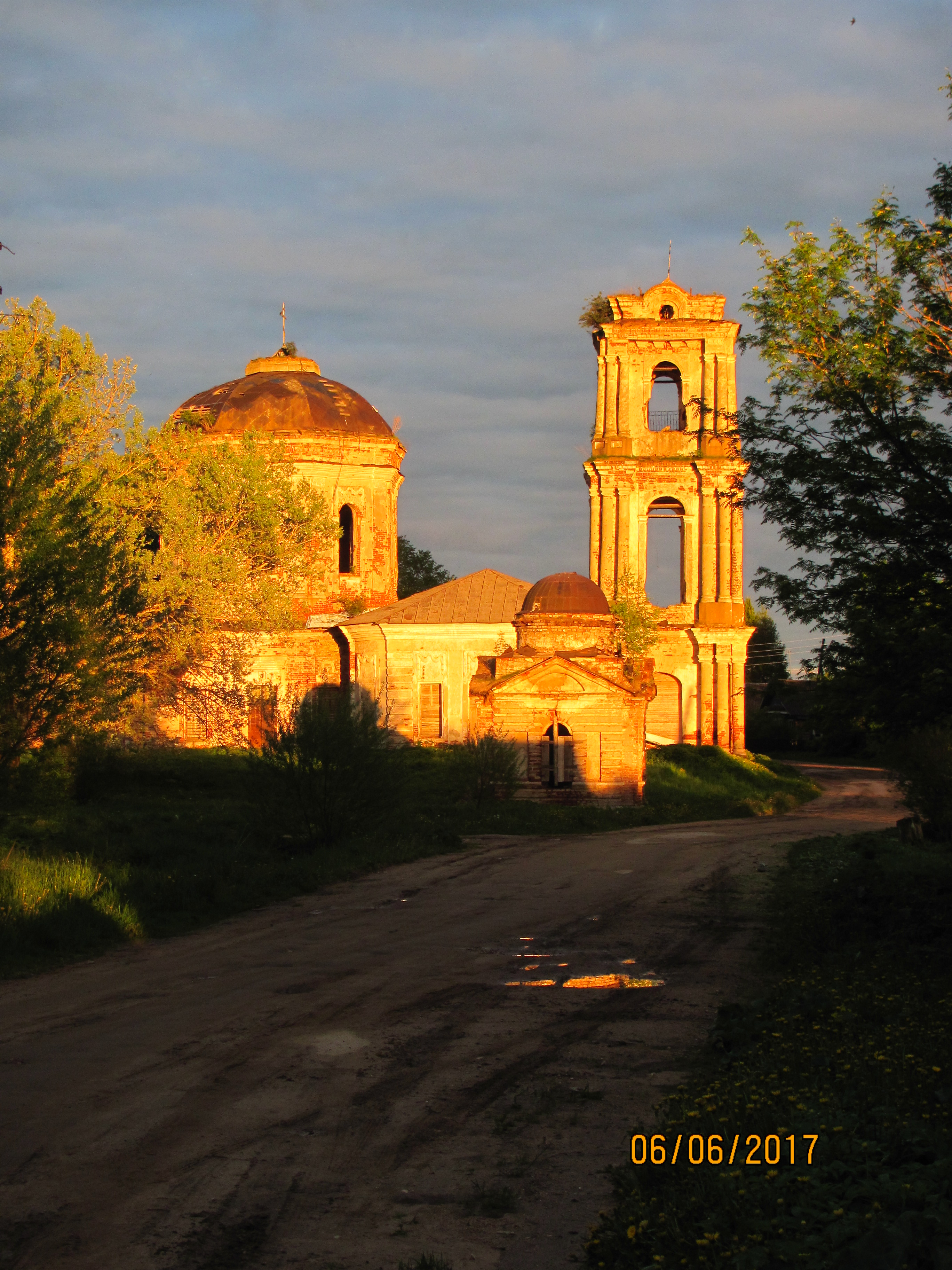
Троицкая церковь с колокольней и башенкой церковной ограды
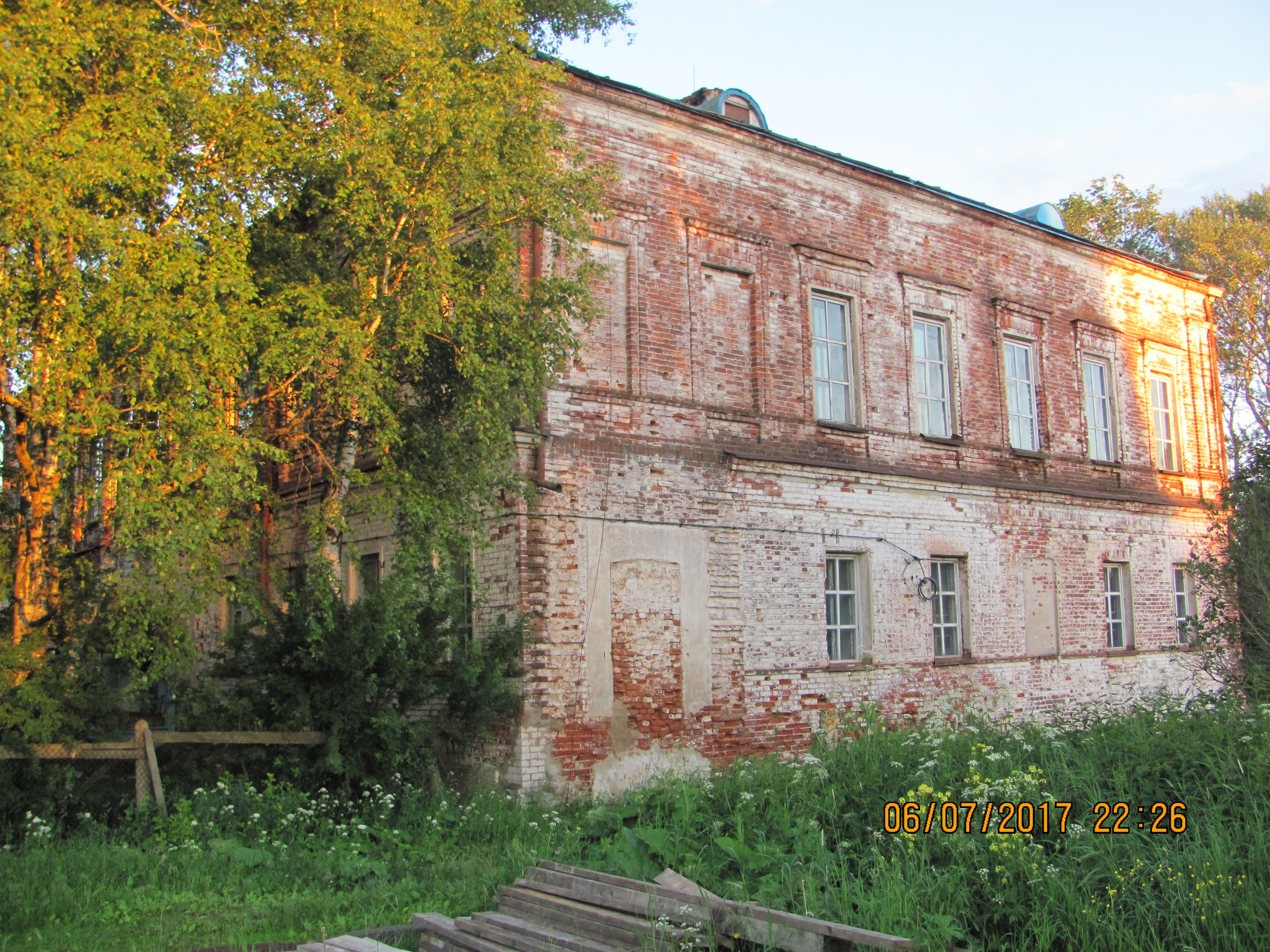
Северный боковой фасад главного дома усадьбы Первитино